# Marie Elisabeth Zinck
Marie Elisabeth Zinck, född Thomsen 1 juni 1789, död 6 april 1823, var en dansk operasångerska aktiv 1806-1823, gift med operasångaren Johan Georg Christoffer Zinck (1788–1828).
Hon debuterade på Hofteatret 1806. Hon var engagerad vid det Det Kongelige Teater mellan 1808 och 1823. 